# Кастело ди Бруса (Венеција)
Кастело ди Бруса (итал. Castello di Brussa) је насеље у Италији у округу Венеција, региону Венето.
Према процени из 2011. у насељу је живело 244 становника. Насеље се налази на надморској висини од -2 м.